# Josef Kořenský
Josef Kořenský v Knize narozených Jozef Korzensky (26. července 1847 Sušno – 8. října 1938 Praha) byl český cestovatel, pedagog a spisovatel.

## Život
Narodil se jako druhé z pěti dětí v Sušně u Nových Benátek na Mladoboleslavsku do chudé zemědělské rodiny Václava Kořenského a Anny Kořenské-Krouské. Jeho sestry Anna (1851–1940) a Marie později třicet let provozovaly proslulý hotel s evropskou kuchyní v Turecku, který Kořenský několikrát navštívil, ve stáří se obě staraly o bratrovu domácnost. Vystudoval reálku v Mladé Boleslavi, kde patřil k nejnadanějším žákům. Od malička měl vztah k zeměpisu a přírodopisu, což mu zůstalo na celý život. Během učitelských studií v Praze se v domě U Halánků seznámil s řadou cestovatelů, mimo jiné i se stejně starým Emilem Holubem, se kterým se doživotně přátelil. Jako nadšený přírodovědec působil též v pražském muzeu, kde asistoval Antonínu Fričovi. Zajímal se o geologii, mineralogii, paleontologii a entomologii.
Svou učitelskou kariéru začal v Radnicích na Rokycansku v roce 1867 jako podučitel, od roku 1871 pokračoval jako učitel v Litomyšli, od roku 1874 již působil v Praze na Smíchově. V měšťanské dívčí škole učil sedmnáct let, v roce 1891 byl jmenován ředitelem. Praha poskytla Kořenskému kulturní a vzdělávací příležitosti, kterých maximálně využíval. Svou celoživotní cestovatelskou zálibu provozoval v době prázdnin a po odchodu do penze v roce 1908 jí mohl věnovat veškerý svůj čas. Nikdy se neoženil.
Svou první větší cestu uskutečnil již během pobytu v Litomyšli, v roce 1872 navštívil Alpy. Následovaly další cesty po Evropě, na které se vydával téměř pravidelně. Kromě učitelských prázdnin měl také výhodu v tom, že ho finančně podporovali jednotlivci jako Vojta Náprstek, František Ringhoffer, ale i spolky jako byl Svatobor, spolu se smíchovskou městskou radou, školskými úřady, vídeňským ministerstvem kultu a vyučování a dalšími institucemi. Jejich členové i jednotlivci si totiž byli jisti, že Kořenského cesta přinese hmotný i duchovní přínos v muzejních sbírkách a v poznatcích, které dokáže vitální Kořenský podat širokým zástupům obyvatelstva.
Na své cesty odjížděl dokonale připraven studiem odborné literatury a jazyků. Němčina, francouzština a angličtina byly samozřejmost, ale neměl problémy s dalšími jazyky, o čemž svědčí například jeho překlady z norštiny. Na cesty vyrážel vždy s jasně a přesně vytyčeným itinerářem: jeho cesty byly pouze jakýmsi ověřením a doplňkem faktů, které už dávno ze studia znal. Byl zastáncem názoru, že pedagog by měl co nejvíce cestovat a tak se dokonale obeznámit s poměry ve světě. Jedině díky osobní zkušenosti je možné zprostředkovat dětem nové poznatky. Na cestách si bedlivě všímal přírody a všech složek hospodářského, kulturního a náboženského života obyvatelstva, přičemž jako pedagog přirozeně věnoval pozornost školství různých národů, čímž mohl obohatit i svou vlastní učitelskou praxi.
Za svůj život uskutečnil dvě největší a časově náročné cesty, jednu kolem světa a druhou do Austrálie a na Nový Zéland a zpět přes Asii. Na cestu kolem světa se vydal v roce 1893 s přítelem cestovatelem Karlem Řezníčkem (1845–1914), jinak sládkem pivovaru pod Hrubou Skálou. Z Brém se přeplavili přes Atlantik, aby navštívili světovou výstavu v Chicagu. Při této cestě napříč USA poznal i další velká americká města. Navštívil Niagarské vodopády, stavěl se v Yellowstonském národním parku a pokračoval směrem k Pacifiku. Parníkem se přeplavil do Japonska, které se tehdy v češtině někdy označovalo jako Žaponsko, dále cestoval do Číny a Hongkongu. Lodí pokračoval na Malajský poloostrov, na Jávu a přes Indický oceán na Cejlon. Tam jeho cesta lodí prozatím končila. Odsud se vydal až do Dárdžílingu a postupoval pod horským pásmem Himálaje. Z Indie se z Bombaje vydal opět lodí do Rudého moře a pak do Egypta. Tam studoval starověké památky faraonů. V roce 1894 se vrátil opět do Prahy a v následujících letech vydal o své cestě třísvazkový cestopis s názvem Cesta kolem světa.
Svou druhou velkou výpravu uskutečnil v letech 1900–1901. Přes Suezský průplav plul do Adenu a Colomba, dále do západoaustralského Perthu, Adelaide a železnicí přes Ballarat do Melbourne. Dále na Tasmánii a na Nový Zéland, kde poznal přístavy Dunedin a Christchurch na Jižním ostrově, ve Wellingtonu se seznámil s českým malířem Bohumírem Lindauerem (1839–1926), který maloval podobizny maorských obyvatel. Z Aucklandu plul na souostroví Oceánie – Tonga, Samoa a Fidži. Vrátil se zpět do Austrálie do Sydney a počátkem dubna jel železnicí do Brisbane. Dále pak pokračoval lodí. Zastavil se na ostrově Celebes, následovala Jáva, zde navštívil chrámový komplex Borobudur a města Bandung a Batavia. Přes Singapur a thajský Bangkok odjel do Hongkongu (tehdy britského). Odtud do svého tolik oblíbeného Japonska, kde navštívil Kóbe, Tokio a masív Haruna západně od Tokia. Z přístavu Šimonoseki putoval do Koreje (zastavil se v Pusanu a Wonsanu), poté do Vladivostoku a na poštovním parníku cestou proti proudu Amuru, z Chabarovska do Stretčinska a transsibiřskou magistrálou přes Irkutsk do Novosibirska. A konečně přes Ural do Moskvy a do Čech. Své zážitky popsal v cestopisných knihách vycházejících v letech 1906 a 1910 pod společným titulem Nové cesty po světě.
Kořenský nikdy neobjevoval nové kouty světa, ale zato známý svět důkladně prozkoumával, zaznamenával a zprostředkovával. Byl velkým přírodovědcem a vášnivým sběratelem. Získanými exponáty zásoboval nejen muzea, ale také školní kabinety. O svých cestách často publikoval, jeho knihy byly určeny zejména pro mládež, čímž měl vliv na celou společnost. Byl příslušníkem mladší generace cestovatelů kolem Vojty Náprstka, v období první republiky patřil spolu s Vrázem a Holubem k nejpopulárnějším českým cestovatelům vůbec. Jeho přínos spočívá v rozšiřování obzorů mladé české společnosti, která se v té době postupně integrovala do propojujícího se světa. Svědomitě udržoval také kontakt s krajany, kteří žili ve světě.
Byl členem správního výboru Národního muzea a řady prestižních institucí, jako byl Orientální ústav či Československá společnost zeměpisná. Největší poctou jeho úsilí na poli vědy bylo udělení čestného doktorátu přírodních věd v oboru paleontologie a entomologie Univerzity Karlovy v roce 1927. Ve 20. letech byl spolu s Vrázem prvním českým cestovatelem, který o svých cestách vyprávěl na vlnách českého rozhlasu. Zemřel ve svém pražském bytě v roce 1938 ve věku 91 let.
Jeho pamětní desky najdeme v rodném Sušně i v Radnicích. V Praze na Smíchově je po něm pojmenována ulice a ZŠ a MŠ Kořenského, kde působil jako ředitel a která dodnes vlastní jeho četné přírodopisné sbírky.

## Cesty
V souhrnu cest patří zvláštní místo oblíbeným skandinávským zemím (1881, 1883, 1884, 1908). K jeho oblíbeným místům patřila i Anglie, Londýn navštívil celkem čtyřikrát (1878, 1908, 1908, 1913). Ve výčtu cest Kořenského zaujímají hlavní místo cesta kolem světa (1893–1894) a cesta na jižní polokouli (1900–1901), tedy především do Austrálie a na Nový Zéland. A k mimoevropským cestám náleží i Kořenského velká cesta po tehdy ještě nedostavěné ruské magistrále (1887) a návštěva Machulky v anglo-egyptském Súdánu (1910).
Následuje seznam všech cest, které Kořenský během svého života vykonal. Je opsán včetně pravopisu podle jeho vlastnoručně psaného seznamu, uloženého v jeho archivní pozůstalosti.
- 1872 Solná Komora. Z Lince do Českých Budějovic koňskou drahou.
- 1873 Světová výstava ve Vídni.
- 1878 Praha, Norimberg, Stuttgart, Karlsruhe, Strassburg, Paříž, Havre, Wight, Londýn, Brusel, Kolín nad Rýnem, Frankfurt, Řezno. (Světová výstava v Paříži)
- 1881 Děčín, Drážďany, Berlín, Štětín, Kodaň, Malmö, Jönköping, Wettern, Stockholm, Upsala, Sala, Falun, Kil, Ludvika, Kristiania, Drammen, Trollhätten, Götteborg, Marstrand, Kodaň, Štětín, Berlín, Děčín, Praha.
- 1883 Praha, Drážďany, Berlín, Hamburg, Kiel, Korsör, Kodaň, Götergorg, Kristiania, Drammen, Vikersund, Hönefass, Randsfjord, Odnaes-Sween, Fagernaes, Odnaes, Löken, Skogstadt, Nynsten, Laerdalen, Bergen, Molde, přes Fjeldy, Graefdal, Kristiansund, Throndtjem, Rövos, Kristiania, Göteborg, Hamburg, Praha.
- 1884 Praha, Berlin, Stralsund, Malmö, Lund, Massjö, Norköping, Stockholm, Danemova, Gefle, Sundsval, Sobleflee, Kernösand, Urneä, Lulia, Edofors, Storbacken, Jokkmokk, Vaskijaure, Gellivara, Lulea, Kalix, Haparanda, Tornea, Uleaborg, Asa, Abo, Helsinky, Imatwa, Petrohrad, Varšava, Krakov, Oderberg, Přerov, Lipník, Olomouc, Třebová, Praha.
- 1885 Praha, Veselí, Vídeň, parníkem do Nového Sadu, Mohače, Bělehradu. Vlakem do Niše. Dále Bělehrad, Baziáš, Moldava, Kazaň, Trajanova deska, Ršava, Herkulovy lázně, Ršava, Turnseverin, Durděvo, Bukurešť, Varna, Cařihrad, Oděsa, Sevastopol, Krym, Oděsa, Jasy Sučava, Lvov, Olomouc, Praha.
- 1886 Praha, Budějovice, Linec, Salcburk, Zell am See, Innsbruck, Brennerbad, Bozen, Movi, Gardone Riviera, Salo, Brescia, Milán, Janov, San Remo, Bordighera, Monaco, Nice, Marseille, dostavníkem do St. Valentin. Dále Avignon, Nimes, Arles, Aliscany, Marseille, Ajjacio, Coste, Bocognano, Bastie, Livorno, Elba, Rio Piombino, Livorno, Pisa, Verona, Bologna, Innsbruck.
- 1887 Praha, Přerov, Lipník, Krakov, Varšava, Moskva, Nižní Kazaň, Perm, Kušva, Tagilsk, Jekatěrinburk, Ťumen, Tomsk, Barnaul, Semipalatinsk, Pavlodar, Irtyš, Omsk, Ťumen, Tagil, Perm, Jelabuga, Samara, Tula, Kiev, Šmerinka, Krakov, Olomouc, Král. Hradec, Nechanice.
- 1888 Praha, Nymburk, Král. Hradec, Trutnov, Jánské Lázně, Vrchlabí, Špindelm, Krkonoše, Petzer, Vratislav, Lešno, Toruň, Marienburg, Královec, Crantz, Memel, Královec, Palmnicken, Fischchaussen, Tenkitten, Pilau, Elbing, Berlín, Lipsko, Drážďany, Děčín, Praha.
- 1889 Smíchov, Řezno, Ingolstadt, Ulm, Kostnice, Curych, Chur, Silva Plane, Julský pas, Sv. Mořic, Engadin, Pontresina, Monteratsch, Albula, Thusir, Chur, Ragaz, Pfäffersdorf, Bregenz, Lindau, Mnichov, Landshut, Eisenstein.
- 1890 Praha, Budějovice, Linec, Innsbruck, Arlberg, Bregenz, Curych, Rigi, Kulm, Luzern, Bern, Laussanne, Ženeva, Chamonix, dostavníkem Montavest-Mantigny, Gletschen, Curych, Admont, H flau, Štýr, St. Valentin, České Budějovice, Praha.
- 1891 Praha, Vídeň, Štýrský Hradec, Maribor, Lublaň, Postojna, Tarvis, Bělák, Leoben, Eisenerz, Ischl, Linec, Eisenstein. (Opatie, Rjeka, Bled, Celovec, Ausse, Ischl, Gmunden, Attersee, Linec, Pasov, parníkem Platting, Eisenstein)
- 1892 Mariánské Lázně 14 dní
- 1893–1894 Cesta kolem světa: Brémy, New York, Spojené státy, Havajsko, Japonsko, Čína, Holandská Indie, Ceylon, Egypt.
- 1898 Praha, Vídeň, Terst, Korfu, Patras, Pyrgas, Olympia, Korinth, Nauplie-Argas, Korinth, Pireus, Cařihrad, Eski-Šehir, Kutahia, Haidar Paša, lodí Pyreus, Patras, Terst.
- 1899 Karlovy Vary, Bečov, Einsiedel, Mariánské Lázně, Planá, Tachov, Přimda, Horažďovice, Rabí, Vimperk, Kvildy, Mader, Lenora, Prachatice, Vodňany, Týn nad Vltavou, Bechyně, Tábor, Roudné, Chýnov, Přiběnice.
- 1900–1901 Cesta k protinožcům: Neapol, Ceylon, Austrálie, Tasmánie, Nový Zéland, Samoa, Tonga, Austrálie, Celebes, Java, Singapur, Čína, Japonsko, Korea, Sibiř, Ural.
- 1906 Praha, Norimberk, Mohuč, Würzburk, Wiesbaden, Mainz, Rüdesheim, Bingenbrück, Oberstein, Frankfurt, Bebra, Eisenach, Weimar, Drážďany, Praha.
- 1908 Praha, Drážďany, Berlín, Stockholm, Gelivara, Kiruna, Abisco, Narvik, Lödingen, Tromsö, Trondheim, Scarbro, London, Tring, Köln, Frankfurt, Norimberk, Praha.
- 1909 Praha, Budějovice, Linec, Wells, Attnang, Salcburk, Bischofshofen, Zell, Innsbruck, Trient, Ala, Verona, Milán, Genova, Nervi, Rapallo, Janov, Pegli, Montserrat, Madrid, Cordoba, Sevilla, Granada, Gibraltar, Tanger, Cadiz, Madrid, Burgos, San Sebastiano, Bilbao, Biaritz, Bordeaux, Arcachon, Paříž, Köln, Frankfurt, Norimberk, Praha.
- 1910 Praha – Berlín – Praha; Praha, Mnichov, Frankfurt, Köln, Ostende, Dover, Londýn, Pengang, Landsunt, Torquay, Dartmoor, Londýn, Dover, Ostende, Brusel, Köln, Frankfurt, Norimberk, Praha; Praha, Vídeň, Terst, Port Said, Káhira, Luxor, Philae, Chartum, Alexandrie, Terst, Vídeň, Praha.
- 1911 Drážďany (hyg. výstava).
- 1912 Berlín.
- 1913 Vídeň, Německo, Holandsko (Amsterdam), Belgie, Dover, Londýn, Calais, Paříž, Köln, Norimberk, Drážďany, Lipsko, Praha.

## Dílo
Charakter jeho cest nebyl objevitelský, ale osvětový a vzdělávací. Zaznamenával a zprostředkovával znalosti o tehdy známých místech naší planety. Své poznatky a zážitky z cest předkládal odborné i laické veřejnosti. Pořádal mnoho přednášek, napsal několik set časopiseckých statí a více než třicet knih. Výrazně se zasloužil o rozšíření obzorů tehdejší české společnosti.

### Cestopisy

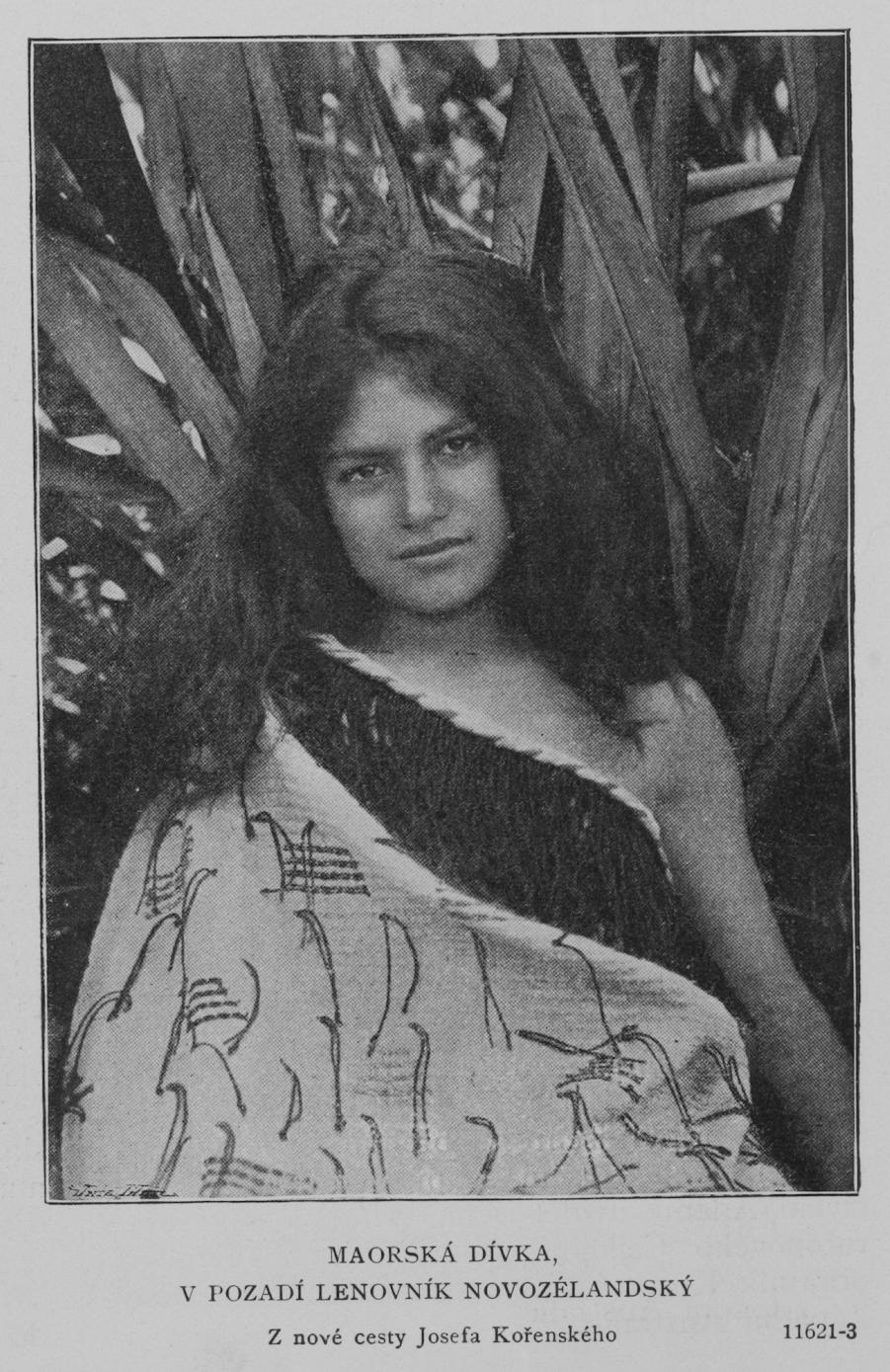
Maorská dívka před lenovníkem novozélandským, rok 1900 nebo 1901

- Afrika, Praha, A. Štorch syn 1924. Dostupné online
- Amerika, Praha, Jan Otto 1899.
- Asie (I, II), Praha, A. Štorch syn 1929.
- Austrálie, Praha, A. Štorch syn 1903.
- Austrálie jižní, Praha, J. Otto 1907.
- Cesta kolem světa (I, II), Praha, J. Otto 1894.
- Cestou k Herkulovým sloupům, Praha, František Topič 1924.
- Cesty po Austrálii jižní, Praha, J. Otto 1907.
- Cesty po australské Viktorii a Tasmánii, Praha, J. Otto 1907.
- Doma a za mořem, Praha, F. Topič 1925.
- Evropa, Praha, A. Štorch syn 1929.
- K protinožcům, Praha, J. Otto 1904.
- Na Krymu, Praha, J. Otto 1897.
- Na jihu Nového Zélandu, Praha, J. Otto 1908.
- Na Labutí řece, Praha, J. Otto 1907.
- Na severu Nového Zélandu, Praha, J. Otto 1908.
- O zvířatech a lidech, Praha, F. Topič 1925.Austrálie: domorodí lovci

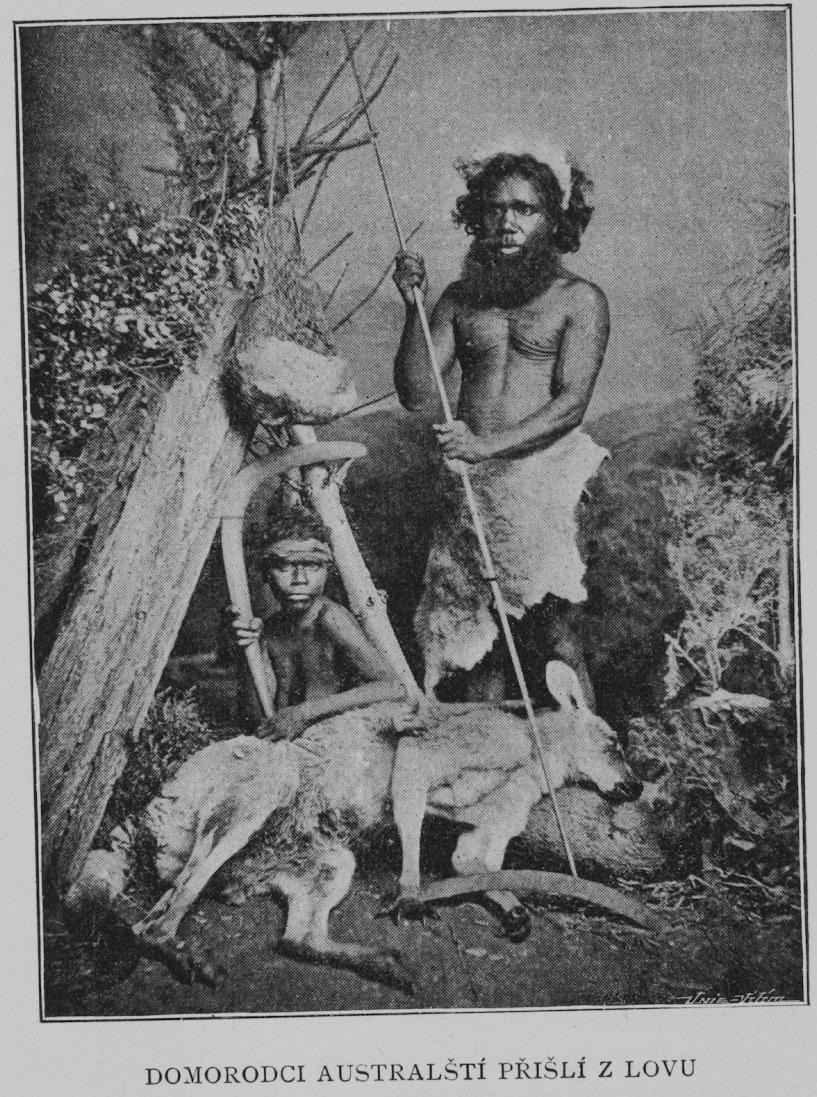
Austrálie: domorodí lovci

- Plavba do Austrálie, Praha, J. Otto 1907.
- Rostlinstvo v pověstech.
- Sibiří napříč, Praha J. Otto 1910.
- Světem a přírodou, Praha, J. Otto 1918.
- U cizích národů, Praha, J. Otto 1927.
- V cizině, Praha, A. Storch 1889.
- Ve východní Austrálii, Praha, J. Otto 1908.
- V jižním moři, Praha, J. Otto 1908. Dostupné online
- V Malajsku, Praha, J. Otto 1909.
- V Siamu a Číně, Praha, J. Otto 1909.
- Z Číny oklikami do vlasti, Praha, J. Otto 1899.
- Z dalekých krajin, Praha, J. Otto 1927.
- Ze všech končin světa, Praha, Josef R. Vilímek, 1930.
- Ze života záhrobního, Praha, F. Topič 1924.
- Z vulkánovy dílny, Praha, F. Topič 1924.
- Žaponsko, Praha, J. Otto 1899.

## Zajímavost
V bývalych lázních Sedmihorky je po něm pojmenován jeden z pramenů a nedaleká skalní Věž Kořenského v hruboskalském skalním městě.

## Galerie

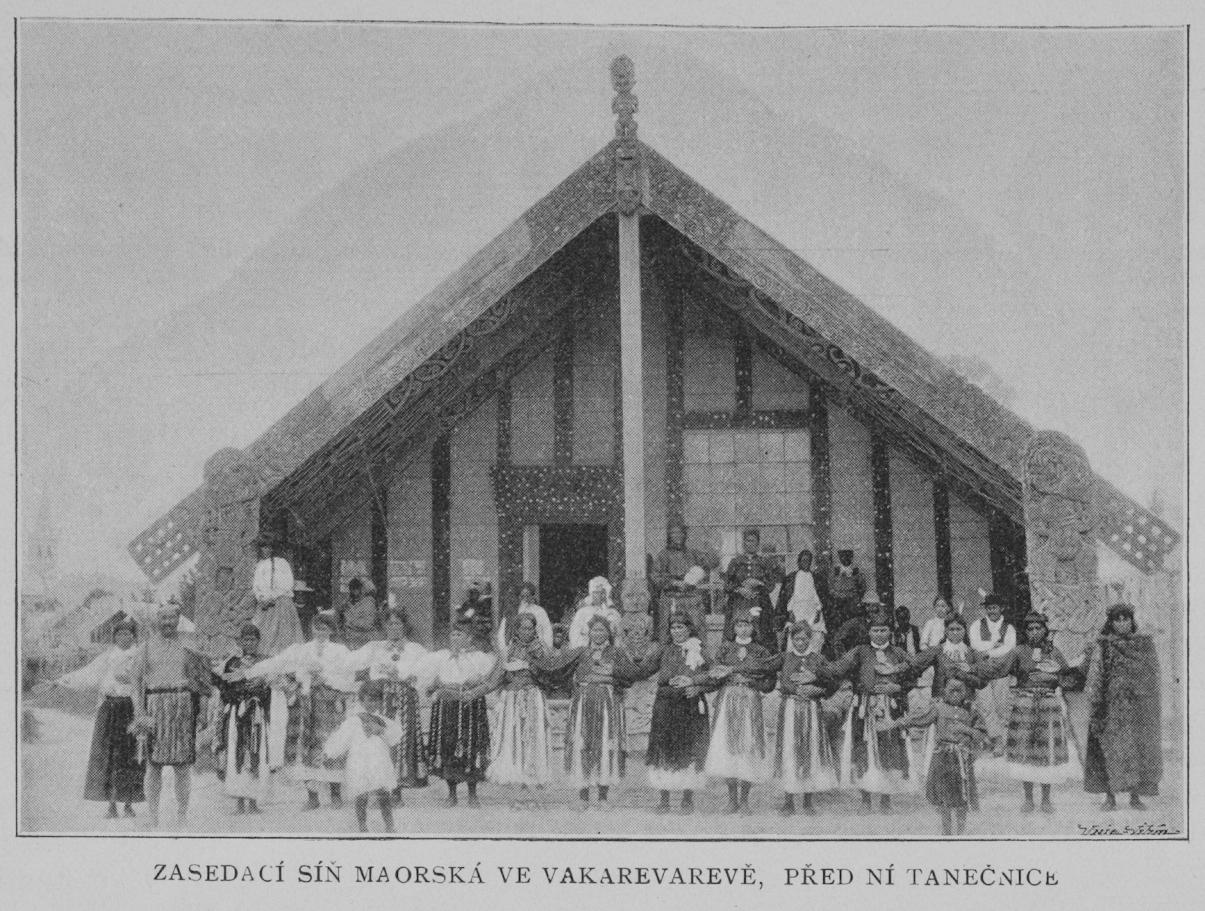
Josef Kořenský: Zasedací síň maorská ve Vakarevarevě, před ní tanečnice, 1901